# حادث قطار ييلان تايوان 2018
في 21 أكتوبر 2018 وقعَ حادث قطار في مقاطعة ييلان شمال شرقي جمهورية الصين (تايوان)، والذي قد أسفرَ عن مقتل ما لا يقل عن 18 شخصًا وإصابة 187 شخصًا آخرين، وذلك بعد خروج القطار عن مساره. يعد هذا الحادث الأسوء في تاريخ حوادث قطارات تايوان بعد حادثة مياولي عام 1991 والتي قُتل فيها 30 شخصًا.

## الحادث

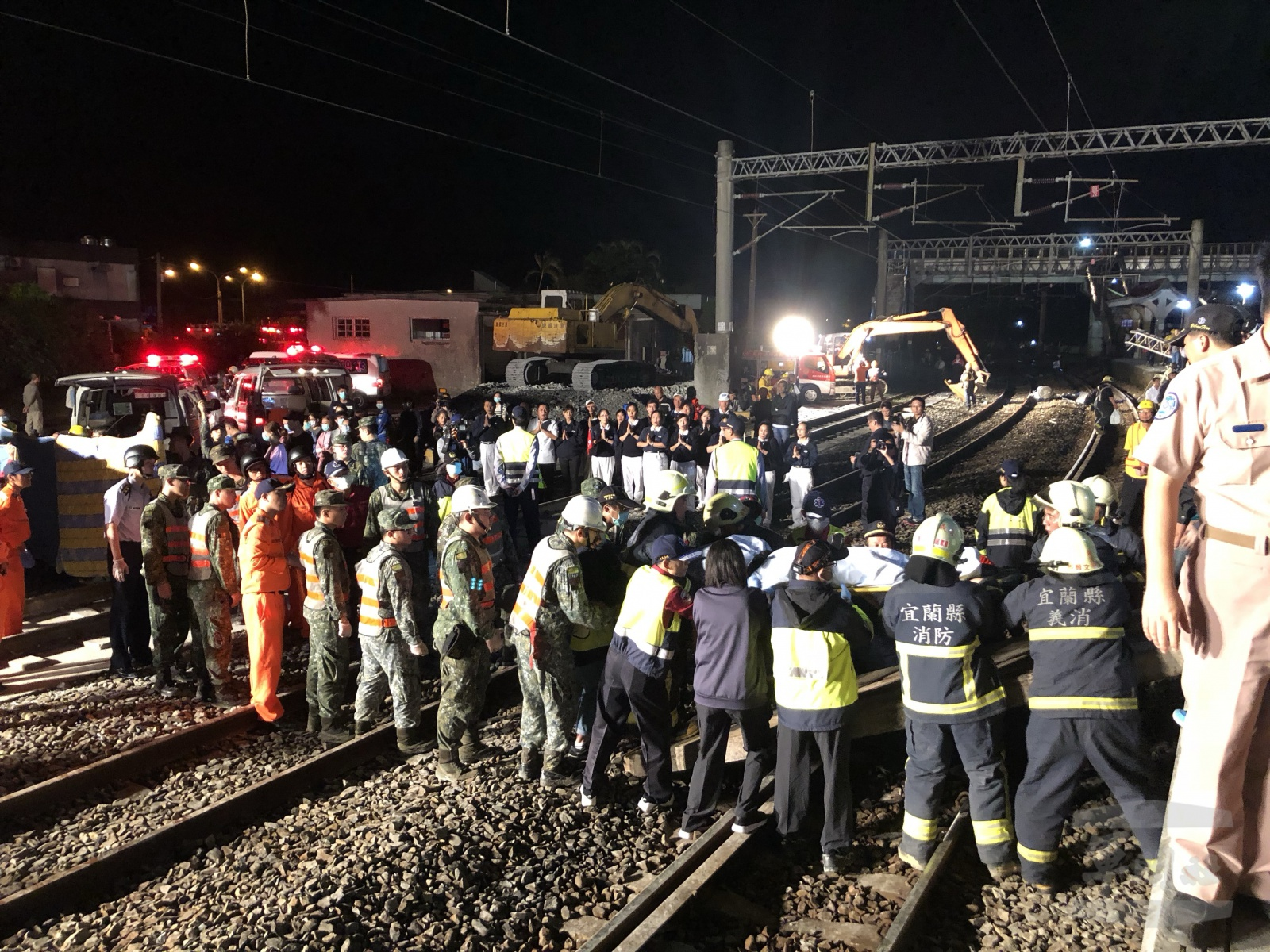
وحدات الطوارئ والجيش خلال اشتراكها في عملية الانقاذ

انحرف قطار يقل على متنه 366 راكباً كان متجهاً من محطة قطارات شولين (樹林) في تايبيه الجديدة إلى محطة مدينة تايتونغ تابع لخدمة «بايوما إكسبريس» (بالصينية: 普悠瑪號) عن مساره عند بلوغه منحنى في الساعة 16:50 بحسب التوقيت المحلي (ت ع م+08:00) بنصف قطر انحراف يبلغ 300 متر (980 قدم) خلال مروره من محطة شينما (新馬車站) الواقعة في مقاطعة ييلان، والتي تبعد حوالي 70 كيلومتر (43 ميل) عن العاصمة تايبيه. كان على متن القطار 366 راكباً مسافراً.
سقطت ثلاثة من أصل المقطورات الثمانية مصطدمةً ببعضها البعض لتصبح في شكل يُشبه حرف «W»، فيما خرجت باقي المقطورات عن مسارها ولم تصب بأضرار بالغة. شُوهِدت المقطورة الأمامية وهي تنقلب بزاوية مقدارها 75 درجة ويُعتقد أن معظم الضحايا كانوا في هذه المقطورة. يدَّعي الناجون من الحادث قيام السائق بتشغيل مكابح الطوارئ مرات عدة قبل وقوع الحادث، وأدعى شخصٌ آخر تسارع القطار بعد بلوغه المنحنى.
قامت الجهات المعنية بإيقاف حركة جميع القطارات في خط السكك الحديدية الرئيسي الشرقي بالاتجاهين واُستعِيضَ عنها بالباصات. انطلق مئات أفراد فرق ووحدات الإطفاء والكوادر الطبية إلى موقع الحادث بالإضافة إلى استجابة حوالي 100 فرد من قوات الجيش، واستطاعوا عبر تضافر جهودهم إسعاف جميع المصابين ونقل جثامين جميع الضحايا من الموقع بحلول الساعة 21:35 حسب التوقيت المحلي. يعد هذا الحادث أسوء حادث قطارات تشهده تايوان منذ عام 1991، حينما قُتِلَ ثلاثين شخصاً في حادثة تصادم بالقرب من مدينة مياولي.
وفقاً للبيان الصحفي الصادر بتاريخ 21 أكتوبر عام 2018 عن إدارة خطوط السكك الحديدية التايوانية فإن سبب الحادث ما زال غير معروف. القطار الذي خرج عن مساره في الحادث هو من صناعة الشركة اليابانية نيبون شاريو (日本車輌製造) ويعود لسنة 2011، هذا وقد أجريت عليه أعمال صيانة عام 2017.

## الضحايا
قُتِلَ جراء الحادث ثمانية عشر شخصاً على الأقل، وأُصِيبَ 187 شخصاً آخر وكان جميعهم على متن القطار. وأفادت التقارير بأن مواطناً أمريكياً كان من بين المصابين.
كان ستة من الضحايا الذين لاقوا حتفهم أطفالاً تحت سن الثامنة عشر من العمر، وأصغر هؤلاء الضحايا لم يكن يبلغ من العمر سوى تسعة سنوات فقط. وأكدت سلطات السكك الحديدية التايوانية أن ثمانية من الضحايا كانوا ينتمون لعائلة واحدة، كما أكدت وزارة الصحة مكوث 53 من المصابين في المستشفى.

## التحقيق
نقلت تقارير صحفية يوم 22 أكتوبر عام 2018 عن قيام سائق القطار بالإبلاغ عن وجود مشكلة في ضاغط الهواء الرئيسي قبل مدة وجيزة من لحظة خروج القطار عن مساره. في حين تحدَّث الوزير الرئيسي لإدارة السكك الحديدية في تايوان تشو لاي شون (朱來順) عن حصول فشل كامل في ضاغط الهواء الرئيسي مما سيسبب عدم كفايةٍ بالطاقة ومشاكلَ في التباطؤ، ولكن لا ينبغي أن يسبب هذا حصول انحراف للقطار عن مساره. كما عُطِّلَ نظام الحماية الآلية الخاص بالقطار (ATP) قبيل خروج القطار عن مساره بوقتٍ قصيرٍ لأسبابٍ غير معروفة. ووفقاً لموقع «Taiwannews» فإن «المحققون يعتقدون أنه من دون نظم حماية القطار الآلية التي تبقيه تحت السيطرة، فإنه [القطار] بلغ سرعةً خطرةً للغاية بالنسبة للجزء الانعطافي من المسار، مما أدى في نهاية المطاف إلى خروج القطار عن سكته.»

## ردود الفعل
وصفت رئيسة البلاد تساي إنغ ون الحادثة بـ«المأساة الكُبرى»، ووجهت الحكومة والقوات المسلحة لمضاعفة جهود الإنقاذ. كما دعت الرئيسة لفتح تحقيق في الحادث حتى «يُوضّح توقيت وملابسات الحادثة بأكملها». وقابلت الرئيسة تساي ذوي الضحايا والمصابين يوم 22 أكتوبر. وشاركت في أداء الصلاة مع الرهبان البوذيين في مذبح يقع بجوار المستشفى وأخبرت الأقارب وذوي الضحايا: «نحنُ حقيقةً آسفون... عليكم البقاء أقوياء.. وسنفعلُ كل ما بوسعنا.»
أعلن الحزبين الرئييسن في البلاد ألا وهما الحزب الديمقراطي التقدمي وحزب الكومينتانغ عن إيقافهما للحملات الانتخابية في الانتخابات المحلية المقرر إجرائها في شهر نوفمبر.
أصدر مركز تبرع الدم في العاصمة تايبيه بياناً صحفياً يشير إلى أماكن وإتاحية مراكز تبرع الدم ويحث العامة من الأشخاص المناسبين على التبرع بالدم.

## معرض الصور

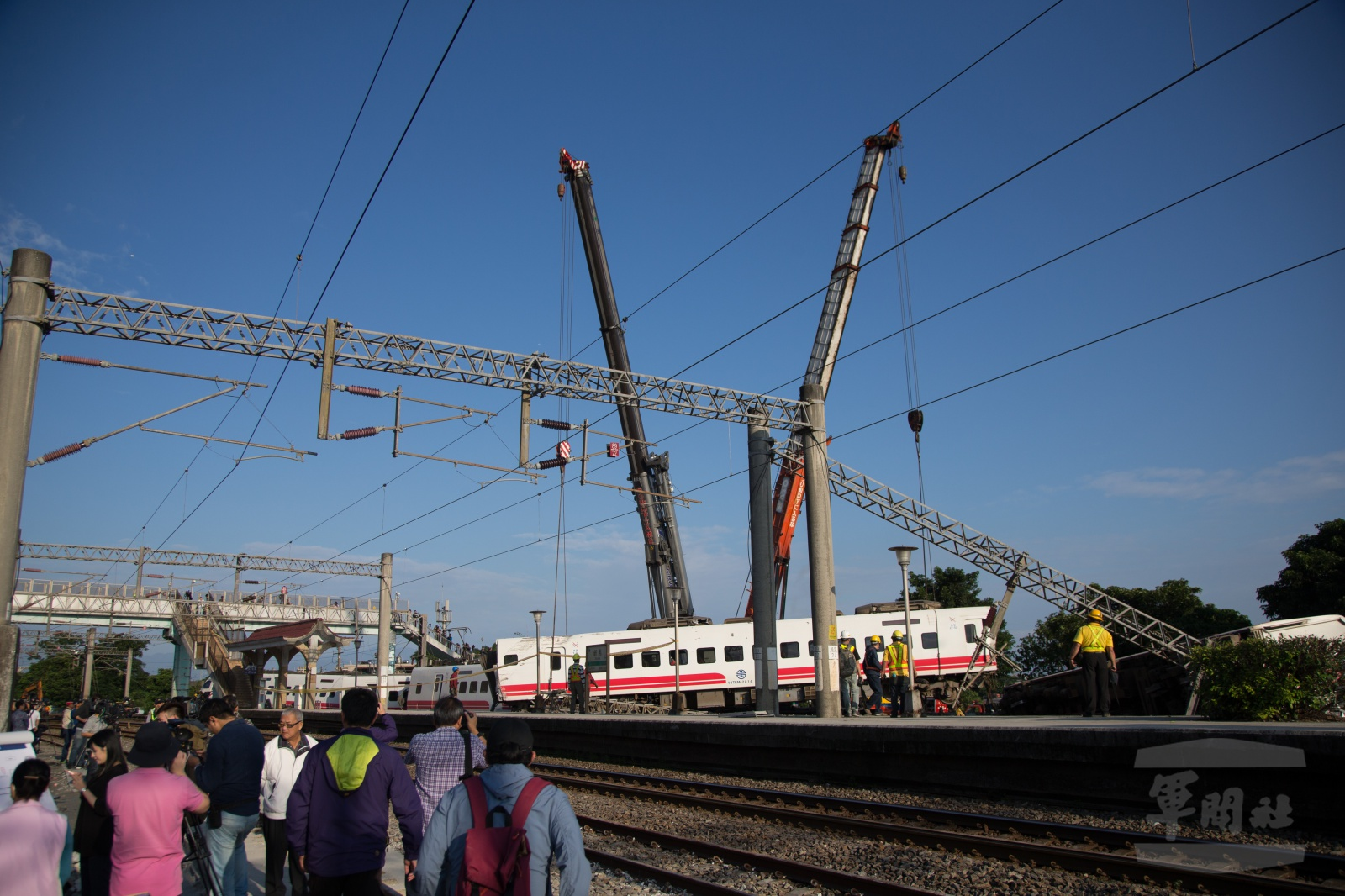
العربات المُحطمة في الموقع
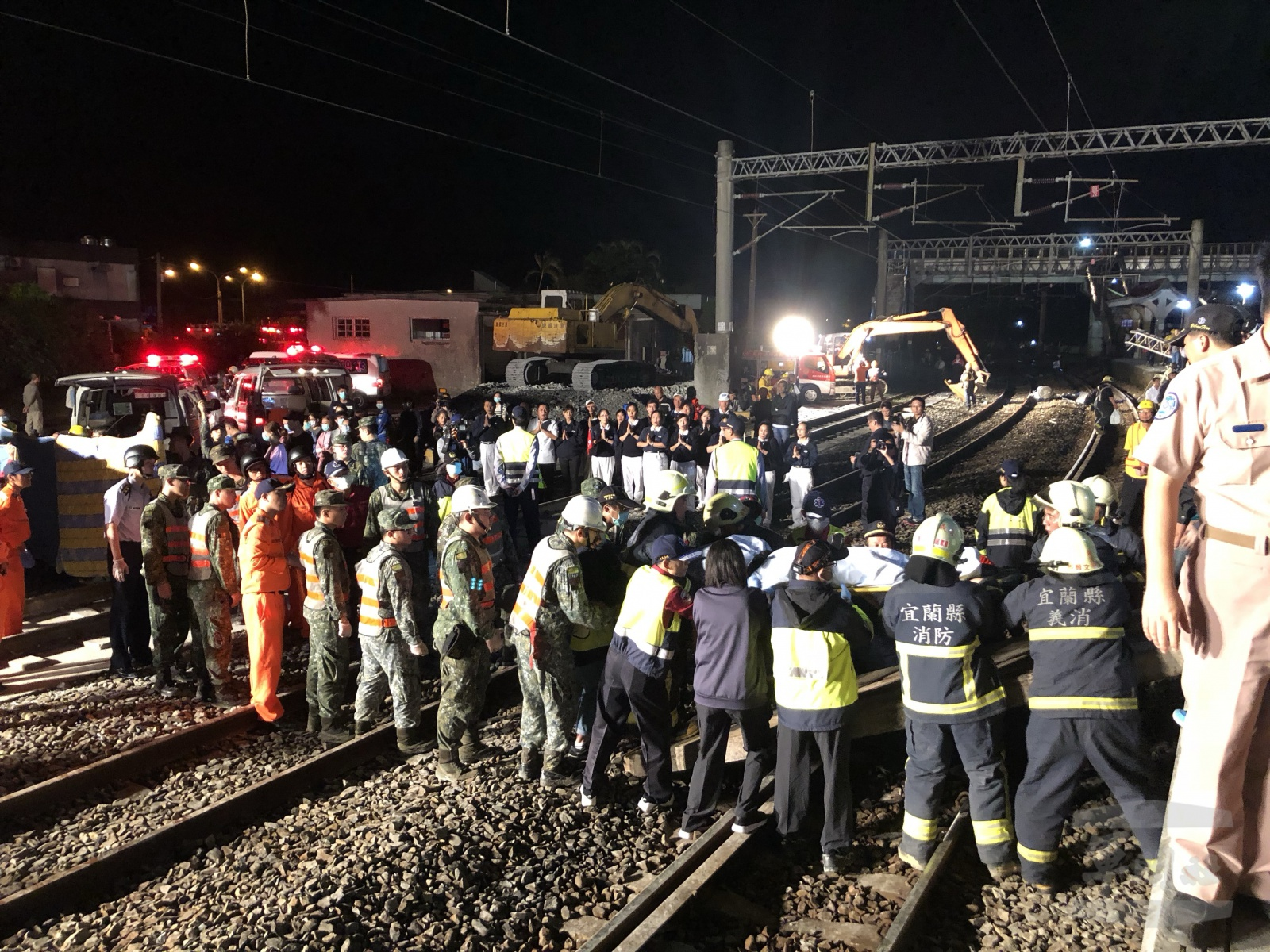
الخدمات العسكرية والطوارئ تشارك في عملية الإنقاذ

## وصلات خارجية
- قطار ينحرف عن السكة في تايوان - يورونيوز
- حادث انقلاب قطار شمال شرقي تايوان - سبوتنيك